# دوپینگ (شهر)
دوپینگ (به لاتین: Duping) یک شهرک در جمهوری خلق چین است که در شهرستان فنگکای واقع شده‌است. دوپینگ ۴۲ متر بالاتر از سطح دریا واقع شده‌است.